# Zatyki (Gołdap)
Zatyki (deutsch Satticken) ist ein Dorf in der polnischen Woiwodschaft Ermland-Masuren. Es gehört zur Stadt- und Landgemeinde Gołdap (Goldap) im Kreis Gołdap.

## Geographische Lage
Zatyki liegt im Nordosten der Woiwodschaft Ermland-Masuren am Osthang der Seesker Höhe (polnisch: Wzgórza Szeskie). Die Kreisstadt Gołdap ist in nordwestlicher Richtung zehn Kilometer entfernt.

## Geschichte
Das ursprünglich Sabrowski genannte kleine Dorf erfuhr vor 1570 seine Gründung. Im Jahre 1874 kam der Ort um neu errichteten Amtsbezirk Gurnen (polnisch: Górne), der bis 1945 bestand und zum Kreis Goldap im Regierungsbezirk Gumbinnen der preußischen Provinz Ostpreußen gehörte.
161 Einwohner waren im Jahre 1910 in Satticken gemeldet. Ihre Zahl stieg bis 1933 auf 187 und belief sich 1939 noch auf 166.
In Kriegsfolge wurde Satticken mit dem südlichen Ostpreußen im Jahre 1945 Polen zugeordnet. Seitdem heißt das Dorf „Zatyki“. Es ist heute Sitz eines Schulzenamtes (polnisch: Sołectwo) im Verbund der Stadt- und Landgemeinde Gołdap im Powiat Gołdapski in der Woiwodschaft Ermland-Masuren.

## Kirche
Aufgrund seiner vor 1945 mehrheitlich evangelischen Bevölkerung war Satticken in das Kirchspiel der Kirche Gurnen im Kirchenkreis Goldap innerhalb der Kirchenprovinz Ostpreußen der Kirche der Altpreußischen Union eingepfarrt. Die wenigen katholischen Kirchenglieder waren zur Pfarrkirche in Goldap im Bistum Ermland hin orientiert.
Seit 1945 ist die Einwohnerschaft Zatykis fast ausnahmslos katholischer Konfession und gehört zur neu errichteten Pfarrei in Górne im Dekanat Gołdap im Bistum Ełk der Katholischen Kirche in Polen. Die evangelischen Kirchenglieder gehören zur Kirchengemeinde in Gołdap, einer Filialgemeinde der Pfarrei in Suwałki in der Diözese Masuren der Evangelisch-Augsburgischen Kirche in Polen.

## Verkehr
Verkehrstechnisch liegt Zatyki ein wenig abgelegen an einer Nebenstraße, die bei Kozaki (Kosaken, 1938 bis 1945 Rappenhöh) von der polnischen Landesstraße DK 65 (einstige deutsche Reichsstraße 132) abzweigt und über Wrotkowo (Friedrichowen, 1938 bis 1945 Friedrichau) nach Wilkasy (Wilkassen, 1938 bis 1945 Kleineichicht) führt. Eine Bahnanbindung besteht nicht.